# Mistrzostwa Polski juniorów w curlingu
Mistrzostwa Polski w curlingu – coroczne zawody curlingowe, wyłaniające najlepsze drużyny w kraju składające się z zawodników do 21 lat. Rozgrywane są od 2005 roku.
Mistrzostwa wyłaniały reprezentację Polski na europejski challenge juniorów, a potem na mistrzostwa świata grupy B. Od roku 2017 wprowadzono jednak turniej kwalifikacyjny do MŚ dla trzech najlepszych drużyn z mistrzostw Polski juniorów, ale już rok później, ze względu na niewielką liczbę drużyn, turniej kwalifikacyjny zyskał po prostu rangę MPJ.

## Mężczyźni
| Rok  | Miasto           | Liczba drużyn | Złoto | Srebro | Brąz |
| ---- | ---------------- | ------------- | --- | --- | --- |
| 2005 | Toruń            | 6             | Karkonoski Klub Curlingowy Piechowice Kamil Wachulak, Dorian Łebzuch, Witold Abramowicz, Przemysław Boszczyk   | Śląski Klub Curlingowy Katowice Rafał Bogusławski, Tomasz Zioło, Grzegorz Rogalski, Łukasz Breguła, Tomasz Kapuściok | Karkonoski Klub Curlingowy Szymon Matusik, Bartosz Łobaza, Kamil Chmielewski, Bartosz Pietrzak                     |
| 2006 | Warszawa         | 11            | Karkonoski Klub Curlingowy Piechowice Kamil Wachulak, Dorian Łebzuch, Witold Abramowicz, Przemysław Boszczyk   | Sopot Curling Club Wa ku'ta Tomasz Cierkowski, Michał Koehna, Szymon Błaszkowski, Paweł Nurnberg                     | Śląski Klub Curlingowy Katowice Rafał Bogusławski, Tomasz Zioło, Grzegorz Rogalski, Łukasz Breguła                 |
| 2007 | Warszawa         | 8             | Karkonoski Klub Curlingowy Piechowice Kamil Wachulak, Andrzej Augustyniak, Dorian Łebzuch, Przemysław Boszczyk | Śląski Klub Curlingowy Katowice Tomasz Zioło, Jakub Głowania, Michael Żółtowski, Michał Kozioł, Łukasz Minko         | Śląski Klub Curlingowy Katowice Grzegorz Rogalski, Rafał Bogusławski, Łukasz Breguła, Damian Spek, Mateusz Depukat |
| 2008 | Bielsko-Biała    | 7             | Śląski Klub Curlingowy Katowice Tomasz Zioło, Jakub Głowania, Michael Żółtowski, Michał Kozioł, Łukasz Minko   | AZS Gliwice Rafał Sypień, Jakub Chęć, Olaf Sypień, Kasper Knebloch                                                   | MKS Axel Toruń Bartosz Dzikowski, Piotr Czołgowski, Damian Cebula, Maciej Turek, Mateusz Kulik                     |
| 2009 | Gliwice, Cieszyn | 11            | Śląski Klub Curlingowy Katowice Tomasz Zioło, Jakub Głowania, Michael Żółtowski, Damian Spek                   | AZS Łódź Aleksander Grzelka, Mateusz Jadczyk, Paweł Włodarczyk, Mateusz Syczewski, Marcin Łopatka                    | AZS Gliwice Rafał Sypień, Jakub Chęć, Olaf Sypień, Szymon Tymrakiewicz, Mateusz Machecki                           |
| 2010 | Gliwice, Cieszyn | 10            | MKS Axel Toruń Bartosz Dzikowski, Damian Cebula, Maciej Turek, Mateusz Kulik, Jeremi Telak                     | AZS Gliwice Rafał Sypień, Jakub Chęć, Olaf Sypień, Kasper Knebloch                                                   | AZS Łódź Aleksander Grzelka, Mateusz Jadczyk, Paweł Włodarczyk, Mateusz Syczewski                                  |
| 2011 | Gliwice          | 15            | AZS Gliwice Rafał Sypień, Jakub Chęć, Olaf Sypień, Konrad Stych, Mateusz Machecki                              | AZS Łódź Aleksander Grzelka, Mateusz Jadczyk, Paweł Włodarczyk, Mateusz Syczewski                                    | MKS Axel Toruń Bartosz Dzikowski, Damian Cebula, Maciej Turek, Mateusz Kulik, Jeremi Telak                         |
| 2012 | Gliwice, Cieszyn | 12            | AZS Gliwice Rafał Sypień, Jakub Chęć, Konrad Stych, Karol Gawron                                               | KS Warszowice Jacek Rokita, Seweryn Klimza, Andrzej Hanusek, Patryk Gronowski                                        | AZS Gliwice Tomasz Pluta, Tomasz Bosek, Krzysztof Niweliński, Aleksander Kolano                                    |
| 2013 | Cieszyn          |               | City Curling Club Warszawa Michał Janowski, Filip Twardowski, Szymon Molski, Antoni Piotrowski                 | Polska Organizacja Sportowa Łódź Aleksander Grzelka, Jeremi Telak, Marcin Łopatka, Marcin Loryński                   | KS Warszowice Jacek Rokita, Andrzej Hanusek, Adam Pauszek, Radosław Pisarek                                        |
| 2014 | Warszawa         | 6             | City Curling Club Warszawa Michał Janowski, Szymon Molski, Filip Twardowski, Sławomir Białas                   | AZS Gliwice Tomasz Pluta, Tomasz Bosek, Konrad Stych, Aleksander Kolano, Konrad Mrozowski                            | KS Warszowice Radosław Pisarek, Adam Pauszek, Krzysztof Świątek, Łukasz Radajewski                                 |
| 2015 | Warszawa         | 6             | City Curling Club Warszawa Michał Janowski, Szymon Molski, Filip Twardowski, Sławomir Białas                   | AZS Gliwice Tomasz Bosek, Konrad Stych, Tomasz Pluta, Marek Bałecki                                                  | KS Warszowice Radosław Pisarek, Adam Pauszek, Krzysztof Świątek, Rafał Krystkiewicz                                |
| 2016 | Warszawa         | 6             | KS Warszowice Konrad Stych, Adam Pauszek, Radosław Pisarek, Krzysztof Świątek                                  | City Curling Club Warszawa Michał Janowski, Szymon Molski, Sławomir Białas, Filip Twardowski                         | City Curling Club Warszawa Arkadiusz Prajsnar, Michał Rek, Filip Chmarra, Rafał Rek                                |
| 2017 | Warszawa         | 5             | City Curling Club Warszawa Michał Janowski, Sławomir Białas, Filip Twardowski, Antek Piotrowski, Szymon Molski | City Curling Club Warszawa Arkadiusz Prajsnar, Michał Rek, Rafał Rek, Filip Chmarra, Kacper Trauc                    | KS Warszowice Radosław Pisarek, Adam Pauszek, Krzysztof Świątek, Rafał Krystkiewicz, Łukasz Radajewski             |
| 2018 | Łódź             | 7             | City Curling Club Warszawa Michał Janowski, Filip Twardowski, Rafał Rek, Filip Chmarra                         | AZS Gliwice Dawid Kowalczyk, Jakub Kowalczyk, Łukasz Radajewski, Michał Matysiak                                     | POS Łódź Maksym Grzelka, Dawid Mucha, Maciej Szewczyk, Jan Karolewski, Krystian Zelech                             |
| 2019 | Łódź             | 3             | POS Łódź Maksym Grzelka, Jan Karolewski, Dawid Mucha, Maciej Szewczyk                                          | AZS Gliwice Dawid Kowalczyk, Jakub Kowalczyk, Mateusz Początek, Mikołaj Magiera, Artur Wysocki                       | City Curling Club Warszawa Maksymilian Szewczyk, Filip Chmarra, Rafał Rek, Maciej Janowski                         |
| 2021 | Łódź             | 5             | AZS Gliwice Maksymilian Szewczyk, Dominik Szmidt, Mateusz Grymel, Robert Kamiński                              | POS Łódź Maksym Grzelka, Dawid Kowalczyk, Jakub Bartczak                                                             | City Curling Club Warszawa Rafał Rek, Maciej Janowski, Filip Chmarra, Kacper Jarosiński                            |

### Klasyfikacja medalowa
| Klub                                  | Złoto | Srebro | Brąz | Razem |
| ------------------------------------- | ----- | ------ | ---- | ----- |
| City Curling Club Warszawa            | 5     | 2      | 3    | 10    |
| AZS Gliwice                           | 3     | 6      | 2    | 11    |
| Karkonoski Klub Curlingowy Piechowice | 3     |        | 1    | 4     |
| Śląski Klub Curlingowy Katowice       | 2     | 2      | 2    | 6     |
| Polska Organizacja Sportowa Łódź      | 1     | 2      | 1    | 4     |
| KS Warszowice                         | 1     | 1      | 4    | 6     |
| MKS Axel Toruń                        | 1     |        | 2    | 3     |
| AZS Łódź                              |       | 2      | 1    | 3     |
| Sopot Curling Club Wa ku'ta           |       | 1      |      | 1     |

## Kobiety
| Rok  | Miasto           | Liczba drużyn | Złoto | Srebro | Brąz |
| ---- | ---------------- | ------------- | --- | --- | --- |
| 2006 | Warszawa         | 5             | City Curling Club Warszawa Zuzanna Reszetko, Olga Pieniążek, Paulina Czepielińska, Lidia Osińska, Katarzyna Wilk | Śląski Klub Curlingowy Katowice Agata Musik, Agnieszka Handzlik, Magda Strączek, Maria Halemba, Anna Krystek, Hanna Kołodziej     | AZS Gliwice Elżbieta Ran, Joanna Sowińska, Magdalena Dumanowska, Joanna Waryszak                                            |
| 2007 | Warszawa         | 6             | AZS Gliwice Elżbieta Ran, Joanna Sowińska, Magdalena Dumanowska, Joanna Waryszak, Dominika Łasak                 | AZS Łódź Adela Walczak, Justyna Matusiak, Zuzanna Rybicka, Dominika Winiarska                                                     | RKC Curlik Ruda Śląska Magdalena Muskus, Natalia Gilner, Magdalena Szołkiewicz, Sandra Jurczak                              |
| 2008 | Bielsko-Biała    | 5             | Śląski Klub Curlingowy Katowice Agata Musik, Magdalena Strączek, Agnieszka Handzlik, Hanna Kołodziej             | AZS Gliwice Elżbieta Ran, Joanna Sowińska, Magdalena Dumanowska, Joanna Waryszak, Dominika Łasak                                  | RKC Curlik Ruda Śląska Magdalena Muskus, Natalia Gilner, Magdalena Szołkiewicz, Sandra Jurczak                              |
| 2009 | Gliwice, Cieszyn | 6             | AZS Gliwice Elżbieta Ran, Dominika Łasak, Magdalena Dumanowska, Joanna Sowińska                                  | Śląski Klub Curlingowy Katowice Agata Musik, Magdalena Strączek, Agnieszka Handzlik, Dorota Wiśniewska                            | RKC Curlik Ruda Śląska Magdalena Szołkiewicz, Natalia Gilner, Natalia Turek, Dominika Muskus, Maria Kołodziej               |
| 2010 | Gliwice, Cieszyn | 5             | AZS Gliwice Elżbieta Ran, Magda Strączek, Dominika Łasak, Magdalena Dumanowska, Agnieszka Handzlik               | RKC Curlik Ruda Śląska Natalia Gilner, Magdalena Szołkiewicz, Katarzyna Wilk, Dominika Muskus                                     | AZS Łódź Zuzanna Rybicka, Magda Kołodziej, Zuzanna Śliwińska, Aleksandra Przybyt                                            |
| 2011 | Gliwice          | 7             | AZS Gliwice Elżbieta Ran, Magdalena Dumanowska, Dominika Łasak, Dominika Muskus                                  | AZS Gliwice Marta Pluta, Joanna Benet, Julia Malinowska, Ewa Lechowicz, Marta Malinowska                                          | City Curling Club Warszawa Aneta Lipińska, Paulina Trochimczuk, Julia Janowska, Anna Ignatowska, Zuzanna Aniołkowska        |
| 2012 | Gliwice, Cieszyn | 5             | AZS Gliwice Marta Pluta, Marta Malinowska, Ewa Stych, Joanna Benet                                               | Polska Organizacja Sportowa Łódź Magdalena Kołodziej, Zuzanna Śliwińska, Aleksandra Przybyt, Katarzyna Wójcik, Marta Anna Walczak | City Curling Club Warszawa Aneta Lipińska, Julia Janowska, Ania Ignatowska, Zuzanna Aniołkowska, Daria Chmarra              |
| 2013 | Cieszyn          |               | AZS Gliwice Marta Pluta, Marta Malinowska, Ewa Stych, Joanna Benet                                               | City Curling Club Warszawa Aneta Lipińska, Julia Janowska, Zuzanna Aniołkowska, Anna Ignatowska                                   | City Curling Club Warszawa Daria Chmarra, Katarzyna Orlińska, Natalia Kunikowska, Katarzyna Ostrowska                       |
| 2014 | Warszawa         | 6             | AZS Gliwice Marta Pluta, Marta Malinowska, Julia Malinowska, Ewa Stych, Joanna Benet                             | City Curling Club Warszawa Aneta Lipińska, Julia Janowska, Zuzanna Aniołkowska, Anna Ignatowska                                   | Sopot Curling Club Wa ku'ta Aleksandra Serba, Daria Wyrzykowska, Joanna Bruzda, Agnieszka Hamera                            |
| 2015 | Warszawa         | 8             | AZS Gliwice Marta Pluta, Marta Malinowska, Julia Malinowska, Ewa Stych, Joanna Benet                             | City Curling Club Warszawa Aneta Lipińska, Zuzanna Aniołkowska, Anna Ignatowska, Natalia Kunikowska                               | City Curling Club Warszawa Daria Chmarra, Katarzyna Orlińska, Marta Leszczyńska, Karolina Mandes                            |
| 2016 | Warszawa         | 6             | AZS Gliwice Marta Pluta, Aneta Lipińska, Joanna Benet, Ewa Stych                                                 | City Curling Club Warszawa Daria Chmarra, Karolina Mandes, Natalia Kunikowska, Marta Leszczyńska                                  | Polska Organizacja Sportowa Łódź Zuzanna Śliwińska, Aleksandra Przybyt, Magdalena Wróbel, Karolina Skurnica, Olivia Radecka |
| 2017 | Warszawa         | 5             | City Curling Club Warszawa Daria Chmarra, Aneta Lipińska, Katarzyna Orlińska, Karolina Mandes, Marta Leszczyńska | AZS Gliwice Marta Pluta, Martyna Wilczak, Magdalena Wróbel, Ewa Nogły, Ewa Stych                                                  | City Curling Club Warszawa Julia Janowska, Anna Ignatowska, Zuzanna Aniołowska, Natalia Kunikowska, Magdalena Bryła         |
| 2018 | Łódź             | 5             | City Curling Club Warszawa Daria Chmarra, Karolina Mandes, Marta Leszczyńska                                     | POS Łódź Ewa Nogły, Martyna Barton, Michalina Karnicka, Kinga Nowicka                                                             | POS Łódź Magdalena Różycka, Izabela Włodarek, Emilia Sempołowicz, Kamila Misterka                                           |
| 2019 | Łódź             | 2             | City Curling Club Warszawa Daria Chmarra, Marta Leszczyńska, Karolina Mandes                                     | POS Łódź Martyna Barton, Michalina Karnicka, Emilia Sempołowicz                                                                   | |

### Klasyfikacja medalowa
| Klub                             | Złoto | Srebro | Brąz | Razem |
| -------------------------------- | ----- | ------ | ---- | ----- |
| AZS Gliwice                      | 9     | 3      | 1    | 13    |
| City Curling Club Warszawa       | 4     | 4      | 5    | 13    |
| Śląski Klub Curlingowy Katowice  | 1     | 2      |      | 3     |
| Polska Organizacja Sportowa Łódź |       | 3      | 2    | 5     |
| RKC Curlik Ruda Śląska           |       | 1      | 3    | 4     |
| AZS Łódź                         |       | 1      | 1    | 2     |
| Sopot Curling Club Wa ku'ta      |       |        | 1    | 1     |

## Łączna klasyfikacja medalowa
| Klub                                  | Złoto | Srebro | Brąz | Razem |
| ------------------------------------- | ----- | ------ | ---- | ----- |
| AZS Gliwice                           | 12    | 9      | 3    | 24    |
| City Curling Club Warszawa            | 9     | 6      | 8    | 23    |
| Śląski Klub Curlingowy Katowice       | 3     | 4      | 2    | 9     |
| Karkonoski Klub Curlingowy Piechowice | 3     |        | 1    | 4     |
| Polska Organizacja Sportowa Łódź      | 1     | 5      | 3    | 9     |
| KS Warszowice                         | 1     | 1      | 4    | 6     |
| MKS Axel Toruń                        | 1     |        | 2    | 3     |
| AZS Łódź                              |       | 3      | 2    | 5     |
| RKC Curlik Ruda Śląska                |       | 1      | 3    | 4     |
| Sopot Curling Club Wa ku'ta           |       | 1      | 1    | 2     |